# Q (revista)
Q és una revista de música rock i pop publicada mensualment al Regne Unit per l'editorial alemanya Bauer Media Group, amb una tiratge de 113.174 exemplars (dades del primer semestre de 2008).
Els seus fundadors són Mark Ellen i David Hepworth, que estaven consternats per la premsa musical d'aquella època, que, segons ells, oblidava a aquella generació d'antics consumidors de discos compactes a causa de les noves tecnologies. Q va ser publicada per primera vegada el 1986, diferenciant-se d'altres publicacions del mateix gènere, principalment, per la qualitat de les seves fotografies i impressions. En anys recents, a la revista se li va afegir el subtítol «La guia moderna de música i més». Originalment, el seu nom anava a ser Cue (amb referència als senyals musicals), però va ser alterat perquè no es confongués amb el d'una revista de billar (el tac es denomina cue en anglès). Una altra raó per a aquest canvi, citada en l'edició nombre 200 de Q, és que un nom d'una sola lletra ressaltaria més en un quiosc.

## Contingut
La revista compta amb una extensa secció de crítica de música, de cinema, de concerts en viu, de radi i de televisió. Utilitza un sistema d'estrelles per qualificar cada obra, d'una a cinc; és més, la qualificació que un àlbum rep en Q és, sovint, afegida als anuncis del mateix al Regne Unit i a Irlanda. També confecciona una llista d'aproximadament vuit àlbums, els que cataloga com els millors nous llançaments dels últims tres mesos.
Gran part de la publicació està dedicada a les entrevistes realitzades a populars artistes musicals. La revista és coneguda per crear llistes, per exemple, de «Els 100 millors àlbums» o «Les 100 millors llistes de "Els 100 millors"». Una de les llistes més famoses són «Les 50 bandes que has de veure abans de morir». Cada cert temps Q i la seva revista germana Mojo publiquen una edició especial. Aquestes es concentren en períodes musicals, en gèneres musicals o en algun músic molt influent. Sovint, regals promocionals són regalats al costat de Q, com discos compactes o llibres.
Cada nombre de Q té un missatge diferent al seu llom. Els lectors intenten desxifrar la relació entre aquest missatge i els continguts de la revista. Aquesta pràctica -coneguda com la línia del llom»- s'ha fet comuna entre altres publicacions britàniques similars.
Alguns articles usuals són: The Q50, on la revista enumera les 50 millors cançons del mes; Cash for Questions, en el que alguna celebritat respon preguntes enviades pels lectors; Ten Commandments, on un cantant en particular crea seus propis «deu manaments» per viure; i finalment, Rewind, que porta als lectors a recórrer la història de la música amb arxius de la mateixa revista Q. El març de 2007, la revista va nomenar Elvis Presley com el millor cantant de tots els temps.
Q es publica normalment al començament de cada mes, però l'edició de setembre de 1997 va tardar tres setmanes a aparèixer als quioscos. Per aquesta raó, es va especular que part del contingut de la revista podria ser ofensiu en el context de la Mort de la princesa Diana.